# Myosotis debilis
Myosotis debilis är en strävbladig växtart som beskrevs av Auguste Nicolas Pomel. Myosotis debilis ingår i släktet förgätmigejer, och familjen strävbladiga växter. Inga underarter finns listade i Catalogue of Life.

## Bildgalleri

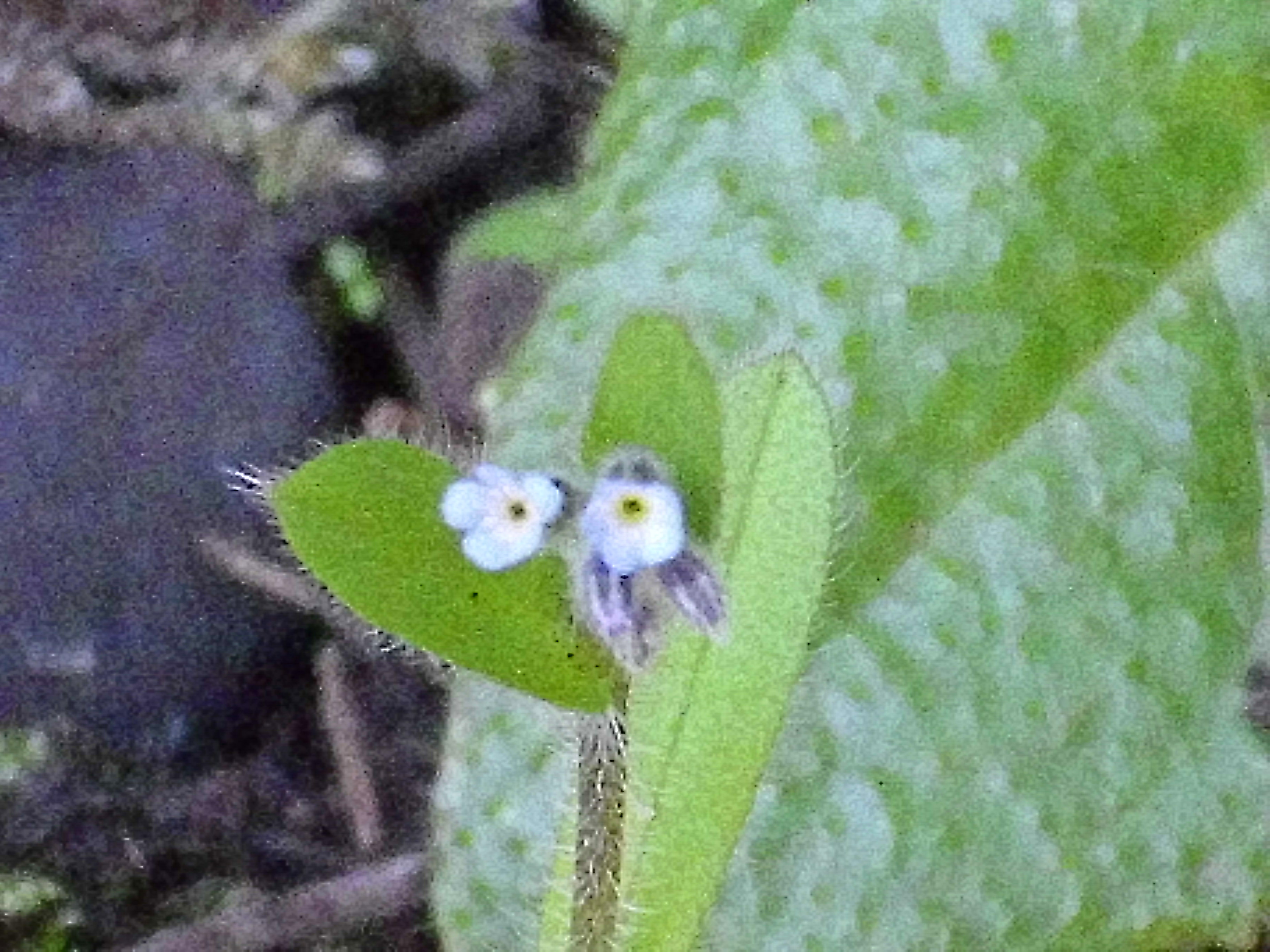
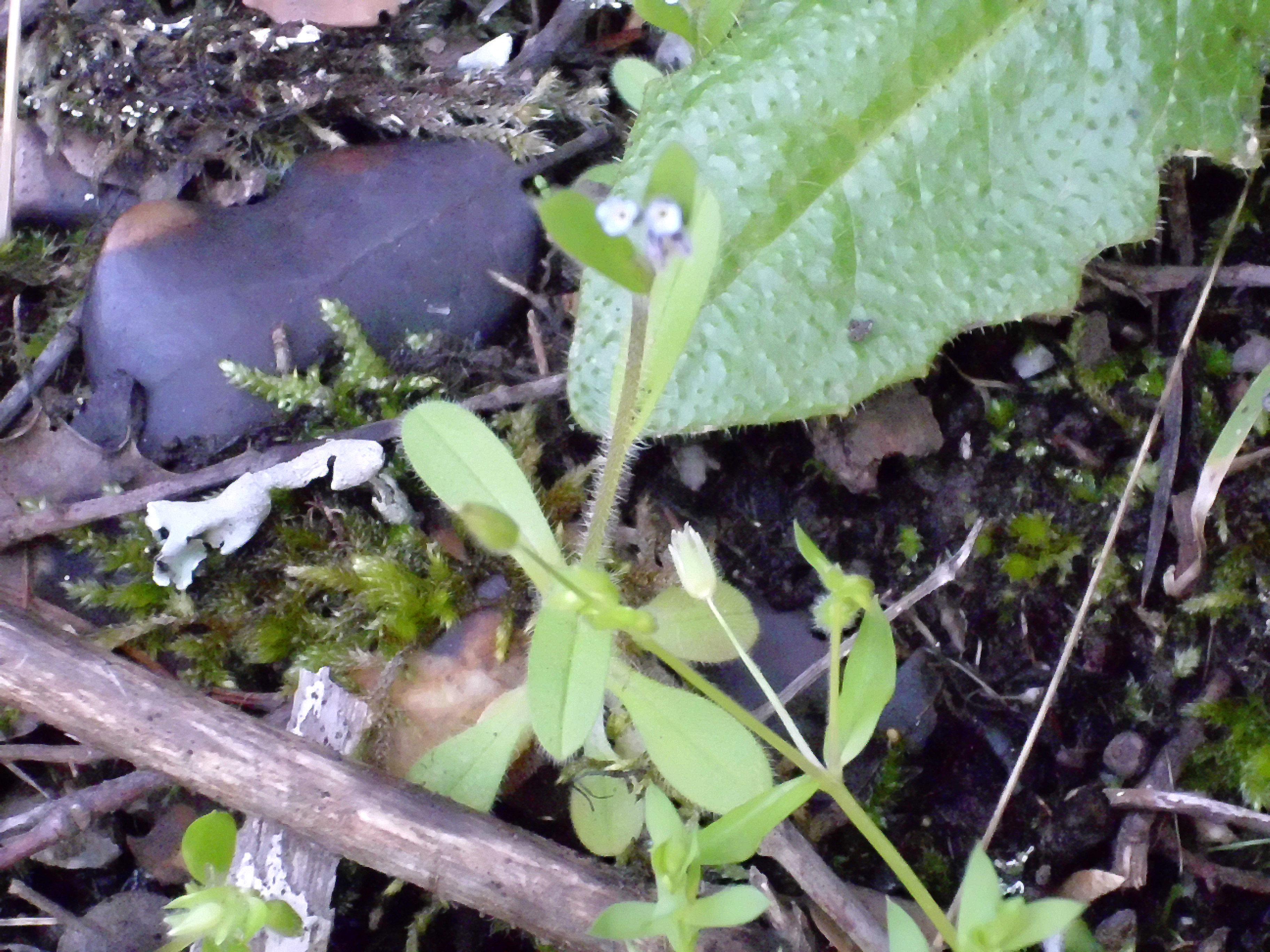